# آشفته آروم
سطح آشفتهٔ آروم با کوته‌نوشت آشفته آروم (انگلیسی: Aureum Chaos). یک منطقهٔ ناهموار و فروریخته؛ (سطح آشفته دراخترزمین‌شناسی)، در بخش چهارضلعی مارگاریتیفر سینوس ام‌سی-۱۹ (MC-19) سیارهٔ مریخ در تقریباً ۴٫۴ درجه عرض جنوبی و ۲۷ درجه طول جغرافیایی غربی، همچنین در غرب «مارگاریتیفر ترا» قرار دارد. وسعت آن ۳۶۸ کیلومتر است و نام آن برگرفته از ویژگی آلبدوی کلاسیک آن است.
این نام کلاسیک از یکی از اولین نقشه‌های مریخ توسط شیاپارلی بر گرفته شده‌است که او را "پدر مریخ" می‌نامند. او یک ویژگی را "Aurea Cherso"؛ که به شبه‌جزیرهٔ طلایی ترجمه می‌شود، نامی باستانی برای مالایا)، نامید. واژهٔ آروم(Aureum) در لاتین به معنی طلا است. در شیمی، نماد طلا Au هم از همین نام لاتین برگرفته‌شده‌است.
بسیاری از نقاط از دره‌های آشفته آروم حدود ۱ کیلومتر عمق دارند - که این کمی بیش از نیمی از عمق گراند کانیون است. اما، آشفتهٔ آروم منطقه‌ای به اندازهٔ ایالت آلاباما را پوشش می‌دهد؛ که تقریباً ۲۰ برابر بزرگتر از پارک ملی گراند کانیون است.